# Ederbergland

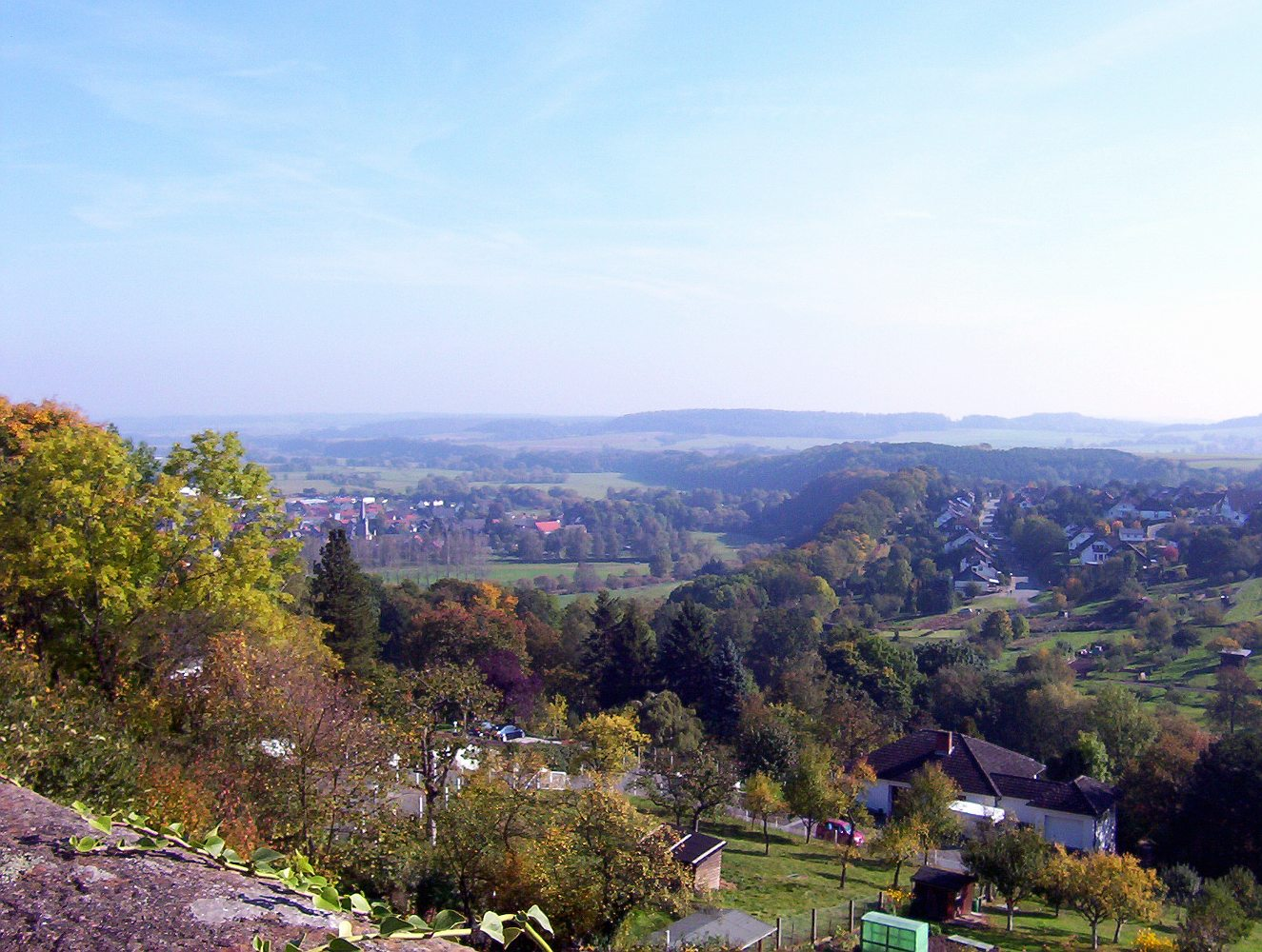
Blick über das Ederbergland östlich der Altstadt von Battenberg (Eder)

Ederbergland ist eine überwiegend touristisch konnotierte Bezeichnung für eine Region in Nordhessen. Diese umfasst mehrere Gemeinden entlang des oberen und mittleren Laufes der Eder und damit Teile zweier geologisch deutlich verschiedener Gebiete: der östlichen Ausläufer des Rothaargebirges (naturräumlich: Ostsauerländer Gebirgsrand) und des nordwestlichen Burgwaldes.
Das Ederbergland nimmt einen großen Teil des Altkreises Frankenberg ein, der im Zuge der Gebietsreform im Landkreis Waldeck-Frankenberg aufging. Neben der eigentlich bereits zum Burgwald zählenden Stadt Frankenberg gehören zum Ederbergland die Städte und Gemeinden Battenberg, Allendorf und Hatzfeld.
Die Oberflächenformen im Ederbergland reichen von steileren Kuppen über sanfter geformte Hügel bis hin zum völlig ebenen Schwemmland im Edertal. Während das steilere Gelände meist mit Nadel- und Mischwald bestanden ist, dienen Hügel und Schwemmland als Acker- und Weideflächen.
Zusammen mit den Gemeinden des Burgwaldes bildet das Ederbergland die LEADER-Region „Burgwald-Ederbergland“. Die Region dient ferner als Namensgeber für den FC Ederbergland (einen Fußballverein mit Standorten in Battenberg und Allendorf) sowie für die Ederberglandhalle, einen zentralen Veranstaltungsort in Frankenberg.